# Franz Richter (Altphilologe)
Karl Franz Richter (* 2. August 1882 in Groß Kryszahnen; † 1. August 1917 bei Ypern) war ein deutscher klassischer Philologe, Religionswissenschaftler und Gymnasiallehrer.

## Leben
Franz Richter wurde als Sohn des Königlichen Forstmeisters Maximilian Richter in Ostpreußen geboren. Nach dem frühen Tod seiner Mutter Auguste geb. Mielke wuchs er bei Verwandten in Quedlinburg auf, wo sein Großvater Franz Wilhelm Richter von 1837 bis 1872 Leiter des Gymnasiums gewesen war. An diesem Gymnasium legte Franz Richter im März 1901 die Reifeprüfung ab. Er ging zunächst an die Universität Lausanne, um Rechtswissenschaft zu studieren. Schon nach kurzer Zeit wechselte er zu den Fächern Philologie und Geschichte und ging an die Berliner Universität. Hier besuchte er Lehrveranstaltungen bei den Philologen Hermann Diels, Richard Heinze, Johannes Vahlen und Ulrich von Wilamowitz-Moellendorff und den Historikern Otto Hirschfeld und Adolf Lasson. 1904 wechselte er nach München, wo er seine Studien bei Otto Crusius, Adolf Furtwängler und Karl Theodor von Heigel vertiefte. Die wichtigsten Anregungen empfing er jedoch in Halle, wo er Veranstaltungen bei Friedrich Bechtel, Friedrich Blass, Carl Robert und Ulrich Wilcken besuchte.
Besonders eng schloss sich Richter an den Religionswissenschaftler Georg Wissowa an, der damals Herausgeber der Neubearbeitung von Paulys Realencyclopädie der classischen Altertumswissenschaft war. Wissowa nahm ihn in das philologische Seminar auf und führte ihn an die vergleichende Religionswissenschaft heran. Von Wissowa stammte auch die Anregung zu Richters Dissertation De deorum barbarorum interpretatione Romana quaestiones selectae, mit der er 1906 promoviert wurde. In dieser Schrift untersuchte Richter die römische Umdeutung der Götter von Fremdvölkern (Interpretatio Romana), was eine wichtige Vorarbeit der Religionswissenschaft bedeutete.
Nach diesem Anfangserfolg blieb Richter der Forschung zugeneigt, wandte sich aber aus Gründen der Existenzsicherung einer schulischen Laufbahn zu. Er arbeitete vier Jahre lang an verschiedenen Gymnasien, ehe er 1910 als Oberlehrer an das Kaiser-Friedrich-Realgymnasium in Neukölln berufen wurde. Während dieser Jahre verfasste er Artikel für das Ausführliche Lexikon der griechischen und römischen Mythologie und die Realencyclopädie der classischen Altertumswissenschaft, deren Herausgeber mittlerweile Wilhelm Kroll geworden war. Daneben befasste er sich im Auftrag Wissowas mit einer Sammlung lateinischer Sakralinschriften, die 1911 in Bonn erschien.
Nach dem Ausbruch des Ersten Weltkriegs wurde Richter im Dezember 1914 als Ersatzreservist eingezogen. Er wurde zunächst in der Militär-Intendantur eingesetzt. Da er mit dieser Stellung im Hinterland nicht zufrieden war, meldete er sich im Sommer 1916 freiwillig zum bewaffneten Dienst. Den Winter 1916/1917 verbrachte er an der Karpatenfront. Im Frühjahr 1917 wurde sein Regiment nach Flandern verlegt, wo er am 1. August östlich von Ypern tödlich verwundet wurde. Auch seine Kommilitonen Paul Riewald und Friedrich Geiger, die wie er für Wissowa gearbeitet hatten, fielen im Ersten Weltkrieg.